# John Sumegi
John Sumegi (Orange, 27 de octubre de 1954) es un deportista australiano que compitió en piragüismo en la modalidad de aguas tranquilas.
Participó en dos Juegos Olímpicos de Verano en los años 1976 y 1980, obteniendo una medalla de plata en la edición de Moscú 1980 en la prueba de K1 500 m. Ganó una medalla de plata en el Campeonato Mundial de Piragüismo de 1979.

## Palmarés internacional
| Juegos Olímpicos   | Juegos Olímpicos | Juegos Olímpicos | Juegos Olímpicos |
| Año                | Lugar            | Medalla          | Evento           |
| ------------------ | ---------------- | ---------------- | ---------------- |
| 1980               | Moscú (URSS)     | Medalla de plata | K1 500 m         |
| Campeonato Mundial |                  |                  |                  |
| Año                | Lugar            | Medalla          | Evento           |
| 1979               | Duisburgo (RFA)  | Medalla de plata | K1 500 m         |